# Achel (plaats)
Achel is een dorp in de Belgische provincie Limburg en een deelgemeente van Hamont-Achel, het was een zelfstandige gemeente tot aan de gemeentelijke herindeling van 1977.
Achel is bekend vanwege de Achelse Kluis, een trappistenklooster dat deels op Nederlands grondgebied ligt. Dit klooster brouwde zijn eigen bier, het trappistenbier genaamd Achel tot januari 2023 toen het klooster gekocht werd door een Kempense ondernemer.

## Etymologie
De eerste schriftelijke vermelding van Achel is uit 1139, toen de naam als Achile werd geschreven. Aghel en Aeghelen zijn recentere benamingen. De naam is samengesteld uit de woorden aha en lo. Aha betekent water, verwijzend naar de Warmbeek. Een lo is een bos op zanderige grond en meestal vlak bij een nederzetting lag. Achel betekent dus "Het op zandgrond gelegen bosje bij het water".

## Geschiedenis
Van het grondgebied van Achel zijn archeologische vondsten bekend uit de Tjongercultuur, waar een kamp van rondtrekkende jagers werd gevonden. Uit het mesolithicum is visgerei gevonden, uit het neolithicum kwamen bijlen en pijlpunten aan het licht. Ook werden er urnenvelden uit de IJzertijd en een Gallo-Romeinse begraafplaats aangetroffen, evenals Romeinse munten. Ouder dan dit alles is een schraper uit het Midden-paleolithicum, vervaardigd van okergele silex en behorend tot het Moustérien.
De eerste schriftelijke vermelding van Achel is uit 1139. Dit betreft een bul van paus Innocentius III. Rond die tijd werd ook de eerste kerk gebouwd.
Achel behoorde tot de vrije heerlijkheid Grevenbroek, die de dorpen Achel, Hamont, en Sint-Huibrechts-Lille omvatte. Deze hoorde oorspronkelijk tot de abdij van Sint-Servaas, later het kapittel van Sint-Servaas te Maastricht. De eerste heer was Willem van Boxtel, die in 1309 heer van Grevenbroek werd. De familie Van Boxtel bezat de heerlijkheid tot 1356, waarna ze tot 1360 in handen kwam van Dirk van Meerheim, vervolgens de familie van Hamal tot 1380 en het geslacht van Arkel, ook van Grevenbroek genoemd. In 1506 behoorde ze toe aan Cornelis van Bergen. Het kapittel behield de kerkelijke rechten (patronaatsrecht en tiendrecht). In 1401 kwam het tot een gewapend conflict naar aanleiding van een grensconflict met Neerpelt, dat tot het graafschap Loon behoorde en onder de prins-bisschop van Luik viel. Daarna werd de vrije heerlijkheid een leen van deze prins-bisschop. In 1553 kwam de heerlijkheid aan de heer van Bocholt, om in 1585 over te gaan naar de Bisschoppelijke Tafel van Luik. Sedertdien maakte ze deel uit van het ambt (rechtsgebied) Pelt-Grevenbroek. In plaats van een heer kwam er een drossaard.
In 1642 werd het gehucht Beverbeek door de Hessen platgebrand. Een grenspaal aan de grens met de Republiek der Zeven Verenigde Nederlanden dateert van 1662. In 1702 werd het kasteel Grevenbroek door Engelse troepen verwoest tijdens de Spaanse Successieoorlog. In 1776 werden Sint-Huibrechts-Lille en Achel in pand gegeven aan barones de Hubens, die vrouwe van Achel en Lille werd, totdat de Fransen een einde maakten aan de feodale rechten. In 1797 werd Achel een zelfstandige gemeente en hoofdplaats van het kanton Achel, dat tot 1910 bleef bestaan. De Fransen hebben in 1798 huisgehouden in de kerken en kapellen.
In 1843 werd het Kempisch Kanaal gegraven, waarna honderden hectare vloeiweiden werden aangelegd op initiatief van Graaf de Theux de Meylandt. Tegen het einde van de 19e eeuw werden de woeste gronden beplant men dennenbossen. In 1858 werd de weg van Peer naar Valkenswaard aangelegd, en in 1860 de weg van Hamont naar Mol, terwijl in 1866 de spoorlijn van Eindhoven naar Neerpelt gereedkwam, waarvoor het station Achel-statie werd gebouwd.
De parochie van Achel moet omstreeks 1100 zijn gesticht als een kwartkerk (quarta capella), waarvan het patronaatsrecht aan het kapittel van Sint-Servaas bleef tot de Franse Revolutie, hoewel het tiendrecht sinds het begin van de 17e eeuw aan de pastoor was gekomen. Tot 1559 behoorde de parochie tot het dekenaat Woensel, daarna tot het dekenaat Beringen, terwijl in 1831 het dekenaat Hamont werd opgericht. In 1949 werd de parochie gesplitst en ontstond in Rodenrijt een nieuwe parochie.
Behalve de Achelse Kluis kende Achel van 1935-1992 Kruisheren die gevestigd waren in kasteel Genenbroek. In de nabijheid daarvan is ook een klooster van de zusters franciscanessen geweest, het werd in 1432 gesticht en bestond tot ongeveer 1798, toen de nonnen door de Fransen werden verdreven.
In 1943 stortte een Stirling EF-366 gevechtsvliegtuig van de Britse luchtmacht neer in het gehucht 'Het Ven'. Vijf bemanningsleden konden ontsnappen, maar de piloot, Robert Bruce Meiklejohn (RAAF, Australië), bleef op zijn post om een crash op de bebouwing te verhinderen, waardoor hij de dood vond, evenals de navigator Charles Redwood (RNZAF, Nieuw-Zeeland).
Bij de gemeentefusies van 1977 werd de gemeente Achel met de gemeente Hamont samengevoegd tot de nieuwe fusiegemeente Hamont-Achel.

## Bezienswaardigheden
- De Grevenbroekmolen, of 'Het Mulke', is een onderslagwatermolen op de Warmbeek die is gebouwd in 1770. Zij diende voor het malen van graan en boekweit. In 1774 werd een oliemolen tegenover deze molen geplaatst. In 1920 was ze reeds stilgelegd, terwijl in 1973 de stuw werd verplaatst en een brug werd gebouwd. Het gebouw is nog aanwezig, hoewel het waterrad is verdwenen.
- De Achelse Kluis is een trappistenabdij op de grens tussen Nederland en België.
- Een veld met gerestaureerde grafheuvels, waarvan een enkele met palenkrans, vormen een getuigenis van de urnenvelden uit de vroege ijzertijd, die duurde van 700-450 v.Chr. Ze zijn te vinden in het bosgebied van De Grote Haart. Het oorspronkelijke grafveld bedroeg 2 ha.

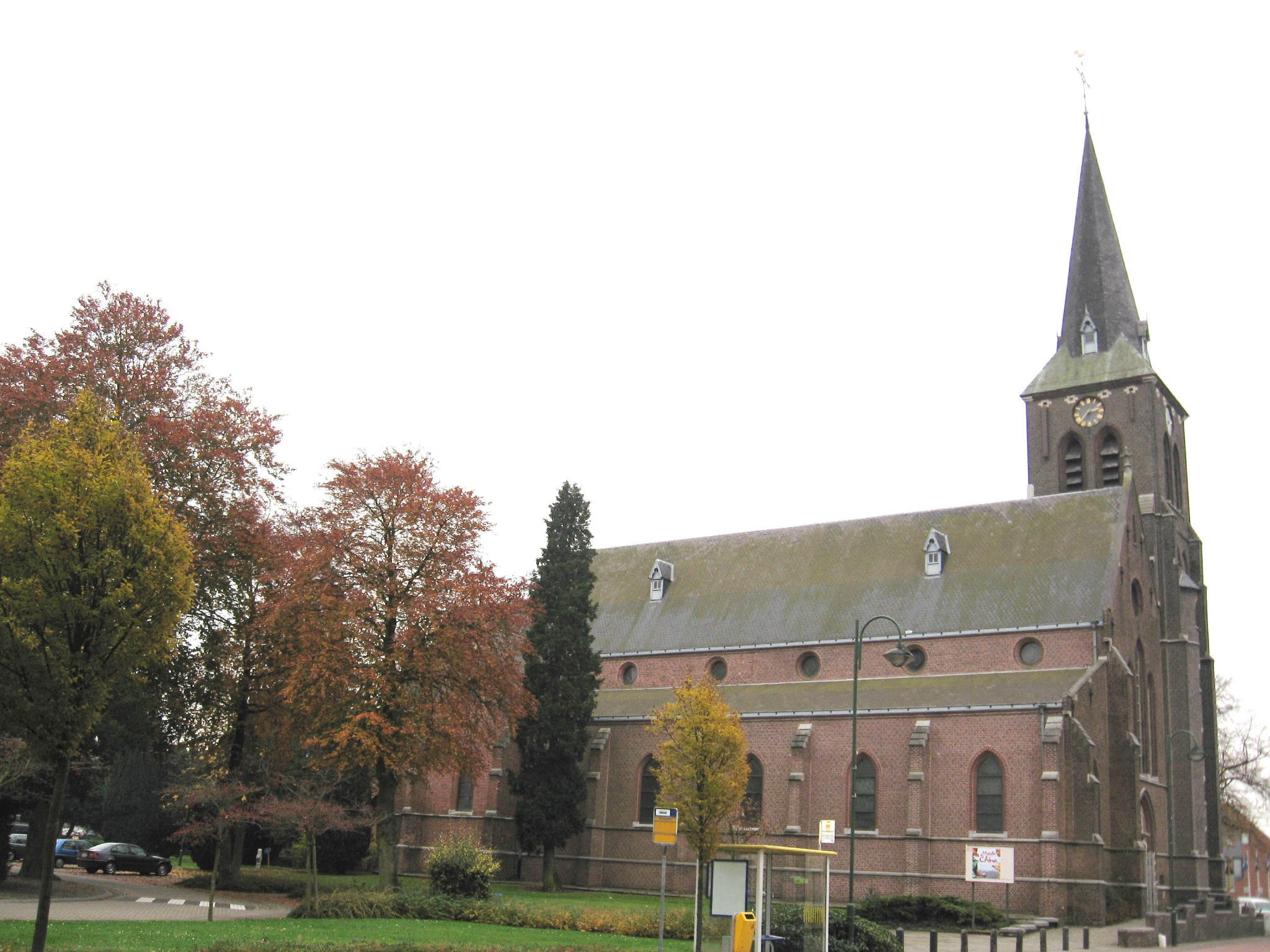
De Sint-Monulphus en Gondulphuskerk

- Sint-Willibrorduskapel één van de oudste Limburgse kapellen, teruggaand tot de 8ste eeuw. Vroegere parochiekerk, al in 1441 vermeld, de oorspronkelijke bouw van het koor werd al in 15de eeuw aangevat
- De Sint-Monulphus en Gondulphuskerk is een goeddeels neogotische kerk uit 1909. Het koor, een kruisbeuk en een deel der middenbeuk stammen echter uit het begin van de 16e eeuw. Deze zijn laatgotisch. De kerk bevat enkele oudere kunstwerken zoals een doopvont uit 1761, een rococo biechtstoel, enkele schilderijen uit de 17e eeuw, en op de begraafplaats enkele 17e-eeuwse grafstenen. Een 15e-eeuws beeld van Sint-Barbara en een 18e-eeuws beeld van Sint-Rochus werden in 2000 gestolen, maar in 2002 weer teruggevonden te Maastricht. Naast de kerk bevindt zich het graf van de Teutenfamilie Simons, en achter de kerk zijn een vijftal 18e-eeuwse grafkruisen te vinden. In de muur van het koor zijn twee 17e-eeuwse grafstenen ingemetseld.

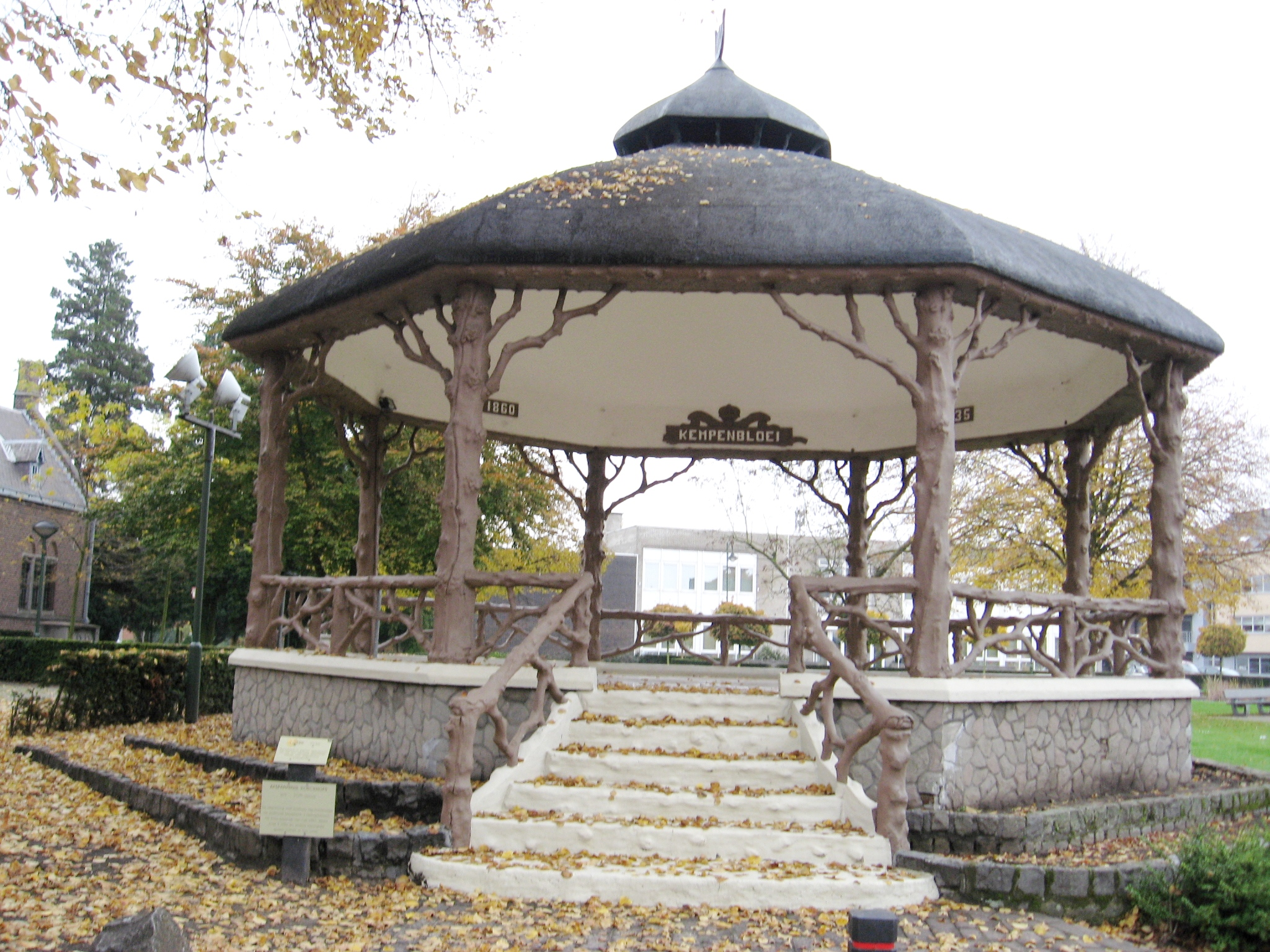
Muziekkiosk

- Een merkwaardige muziekkiosk uit 1935, die gebouwd is op het keldergewelf van de afspanning Koeckhofs, die zich halverwege op de postbaan van Maastricht naar 's-Hertogenbosch bevond. Hier hebben beroemde gasten gelogeerd, zoals in 1751 de prins-bisschop van Luik, en in 1781 keizer Jozef II.
- De kerk, de muziekkiosk, een fontein en een zonnewijzer vormen, tezamen met bloemen- en groenpartijen, een rustpunt in het centrum van het dorp.
- Kapel Onze Lieve Vrouw in Nood aan de binnenweg naar Hamont. Deze bevat een altaar uit de 17e eeuw en een zeer oud, maar beschadigd, Mariabeeldje. De kapel dateert uit 1838 en werd gebouwd in opdracht van Mevrouw Wouters -de Sallez die het domein Genenbroek kocht van de erven van de laatste heer van Achel, Pieter Godfried de Leonardts. In 1852 kwam de kapel in handen van Graaf de Theux de Meylandt, die toen Minister van Staat was. In 1986 werd de kapel door de Achelse parochie gekocht van Baron Marcel Pecsteen.
- Direct hiernaast ligt de Militaire Dijk uit 1839, een merkwaardig voortvloeisel van het Verdrag van Zonhoven, dat gesloten werd te Zonhoven in 1833, waaruit voortvloeide dat de Nederlandse troepen van deze weg gebruik mochten maken om van Maastricht naar Budel te marcheren.
- Het Simonshuis is een voormalig teutenhuis uit 1880. Achter dit huis werd in 1909 de trijpfabriek van Frans Schellens gevestigd. In september 1944 werd het hoofdkwartier van het Britse leger, waar Veldmaarschalk Montgomery en Generaal Eisenhower nog geweest zijn. Sedert 1973 is het eigendom van de stad Hamont-Achel. Het Simonshuis herbergt het Grevenbroekmuseum en het VVV-kantoor.
- Klooster Catharinadal, bij het kasteel Genenbroek, genoemd naar de heilige Catharina van Siena, tegenwoordig een kaasmakerij. Dit is een overblijfsel van een franciscanessenklooster uit 1432 dat met steun van de heer van Asten werd gebouwd en dat onderwijs voor welgestelde meisjes verzorgde. Er waren stichtingen van hier uit in Dommelen en Arendonk. Het complex omvatte onder meer een oliemolen, een boerderij en een spinhuis. Tijdens de Franse Revolutie werden de zusters verjaagd en werd het geheel omgevormd tot een boerderij. De huidige gebouwen, met fraaie gevels in baksteenmetselwerk, stammen uit 1815, maar de gotische gewelfde kelder van het Spinhuis is nog intact. Catharinadal bevindt zich vlak bij Domein Grevenbroek.
- Kasteel Grevenbroek, zetel van de heerlijkheid Grevenbroek, was een versterkt kasteel, waarvan nog slechts een ruïne over is.
- Domein Grevenbroek heette in de 15e eeuw nog Gheene bempden en het was een hoevecomplex dat voor het eerst werd vermeld in 1496. Het kasteel heet dan ook Kasteel Genenbroek. Het is ontstaan als het centrale gebouwencomplex van de heerlijkheid Grevenbroek. Het kwam in 1742 in het bezit van de kluizenaars van de Achelse Kluis. In 1747 werd het landgoed gekocht door baron de Hubens die het kleine pand aanzienlijk uitbreidde. Zijn schoonzoon, Pieter Godfried de Leonaerdts de Fill, liet in 1791 de kapel aanbouwen. Via zijn weduwe Wauters de Sallez werd het kasteel in 1852 bezit van graaf Barthélémy de Theux de Meylandt et Montjardin. Deze liet het kasteel in eclectische stijl verbouwen. Daarna kwam het kasteel in bezit van zijn schoonzoon, graaf Alfred Cornet d'Elzius de Peissant (1839-1898), die het vergrootte met een westelijke vleugel en ook een koetshuis en een paardenstal liet bouwen. Diens zoon, graaf Georges Cornet d'Elzius de Peissant was eveneens een politicus. Ook was hij burgemeester van Achel. Nadat hij in financiële moeilijkheden kwam werd het kasteel in 1935 verkocht aan de paters kruisheren uit Diest, die het op hun beurt door gebrek aan roepingen in 1992 verkochten aan de familie Kluijtmans. Deze familie renoveerde het kasteel en het koetshuis. Het kasteel, met koetshuis en landgoed, is tegenwoordig een recreatief centrum. Men kan er wandelen door een klein, maar gevarieerd loofbos met vijver, en er is ook een fraaie kasteeltuin. Het domein bevindt zich ten oosten van het centrum van Achel.
- De Tomp. Deze zou door Willem van Boxtel zijn opgericht. Het zou de donjon van een motteburcht zijn geweest, die de voorloper zou zijn van het latere kasteel Grevenbroek. Tegenwoordig is men van mening dat De Tomp de gemetselde romp van een torenmolen was. Torenmolens waren versterkt en konden zo het inkomen van de heer garanderen in woelige tijden. De molen was in 1630 al buiten gebruik. De molentheorie zou volgen uit een vergelijking van De Tomp met een soortgelijke toren te Well. De Tomp werd als slottoren gerestaureerd in 1968. De naam is afgeleid van 'teump', wat 'spits' betekent.
- Het Planetenpad is een boswandeling waarop de onderlinge afstanden van de planeten in het zonnestelsel op schaal is weergegeven. De afstand aarde-zon is 45 meter. Het Planetenpad is gerealiseerd door de Sterrenkundige Kring 'De Noorderkroon'.
- De Geologische Tuin is een verzameling, voornamelijk Belgische, gesteenten, die is gelegen langs een cirkelvormig pad van 60 meter lengte. De schaal langs de cirkel is de tijdschaal.
- De Waag, bij de Geologische tuin, werd in 1772 gebouwd nadat de gemeenten Achel en Hamont in 1771 de molenrechten van de heerlijkheid hadden gekocht. Ze stond nabij de Grevenbroekmolen en ook was er in de buurt een houten windmolen die echter in 1800 afbrandde. Na het afschaffen van de maalrechten werd De Waag een boerderij en bleef dat tot 1956. Nu zijn slechts de geconserveerde fundamenten zichtbaar.
- De Beverbeekhoeve, een oude herenhoeve uit omstreeks 1650.

## Musea
Het Grevenbroekmuseum in het Simonshuis is een streekmuseum. Het bevat voorwerpen uit de hele loop van de geschiedenis, en het verschaft uitgebreide informatie over de teuten. Voorts wordt de menselijke evolutie behandeld, en er is een vuistbijl uit het Moustérien, neolithische en Romeinse voorwerpen, voorwerpen die betrekking hebben op Grevenbroek en De Tomp, maquettes van de belangrijke historische gebouwen van Achel, en moderne geschiedenis, waaronder de Eerste Wereldoorlog en de Tweede Wereldoorlog.

## Natuur en landschap
Over het grondgebied van Achel lopen diverse waterlopen die alle betrekking hebben op de Warmbeek, die in Nederland bekendstaat als Tongelreep. Dit zijn de Haagbroekerloop en de Voorterloop, die ter hoogte van Achelse Kluis uitkomen in de Tongelreep, de Warmbeek zelf en parallel daraan over enige afstand de Oude Beek, en de Beverbeekloop en De Vliet als zijbeken van de Warmbeek.
Het grondgebied van Achel bestond vroeger voor meer dan de helft uit woeste gronden. Deze gebieden zijn grotendeels beplant met naaldbos en vaak zeer droog maar, waar de beken stromen, bevinden zich ook vochtige delen. Verder zijn er enkele visvijvers langs de Warmbeek, en enkele vennen in het noorden van het grondgebied, waaronder het Wolfsven en het Kerkven, het laatste genoemd naar de grenskerk die daar ooit in de nabijheid stond. Een deel van deze gebieden is uitgeroepen tot habitatrichtlijngebied. Tot de natuurgebieden en bossen behoren uitgestrekte gebieden zoals de Beverbeekse Heide, de Binnenheide, de Haarterheide, de Achelse Heide, de Turfheide (met het Turfven) en het vochtige gebied Lange Els. Ondanks de benaming 'heide' bestaan de meeste van deze gebieden voor het overgrote deel uit naaldbos. Binnen deze natuurgebieden zijn ook de cultuurhistorische monumenten te vinden zoals De Tomp, Kasteel Grevenbroek, en de Grevenbroekmolen. Verder bevindt zich hier ook het Planetenpad.
Tal van wandelingen zijn uitgezet door deze gebieden.

## Economie
Achel is zeer lang een agrarisch dorp geweest met daarnaast huisnijverheid. De plaats was arm, met uitzondering van de teuten. Industriële activiteit beperkte zich tot een wasblekerij (1751-1850), een handmelkerij uit 1898, en een trijpfabriek van de gebroeders Schellens (1913-1977). Voorts was er een brouwerij en een leerlooierij.
De heerlijkheid Grevenbroek kende twee banmolens: een watermolen op de Warmbeek, die reeds in 1316 bestond, en een windmolen die in 1800 omgewaaid is. Beide waren korenmolens. Een particuliere watermolen op de Warmbeek, een oliemolen, stamt uit 1623, is verplaatst, en raakte na 1750 in verval, waarna in 1770 een nieuwe watermolen werd gebouwd die tegenwoordig nog bestaat.
Tegenwoordig kent Achel vooral melkveehouderij, en een tweetal bedrijventerreinen waarop wat lichte industrie is te vinden, met name metaalconstructiebedrijven. Er wonen veel Nederlanders in Achel die deels naar Eindhoven pendelen. Dit heeft aanleiding gegeven tot de bouw van nieuwbouwwijken.

## Politiek
Achel had een eigen gemeentebestuur en burgemeester tot de fusie van 1977. Burgemeesters waren:
- 1901-? : Georges Cornet d'Elzius de Peissant

## Nabijgelegen kernen
Rodenrijt, Hamont, Sint-Huibrechts-Lille, Neerpelt

## Demografische ontwikkeling
Opm:1831 t/m 1970=volkstellingen; 1976=inwonertal op 31 december